# جون أهيرن
جون أهيرن (بالإنجليزية: John Ahearn)‏ هو نحات أمريكي، ولد في 1951 في نيويورك في الولايات المتحدة.